# 泰雅族的陰牙女
泰雅族的陰牙女，是臺灣泰雅族大嵙崁群、合歡群、萬大群與南澳群，以及外太魯閣地區傳說中的女性，因為身體的異常而造成的不幸，關於名字則不詳。

## 傳說
根據傳說，可分為「致死」與「解決」兩種版本:470-471。

### 致死版本
古時有一少女陰道太小，故讓青年將其挖開，母親為其感謝便讓青年與少女結姻:103。然而少女陰道有牙，在新婚之夜新郎為此而逝，少女父親為強制拔除牙齒，請兩位壯丁壓住，並由雙手靈活的老太婆以棍子撬起，最終少女過度疼痛而亡:278:284。

### 解決版本
古時有一少女接連結婚兩次，然而新郎皆被陰道之牙咬斷生殖器而亡，故少女母親將其磨平，終得與第三任丈夫白頭偕老。